# Droga krajowa nr 137 (Kostaryka)
Droga krajowa nr 137 (hiszp. Ruta Nacional Secundaria 137/Ruta 137) – jedna z dróg krajowych w Kostaryce. Znajduje się ona w prowincjach San José i Alajuela.

## Opis
W prowincji San José droga krajowa nr 136 przebiega przez kanton Puriscal (przez dystrykty Santiago, Barbacoas i Grifo Alto) oraz kanton Turrubares (przez dystrykty San Pablo, San Pedro i San Juan de Mata).
W prowincji Alajuela droga krajowa nr 136 przebiega przez kanton Orotina (przez dystrykt Orotina).